# کاستیلیونه تینلا

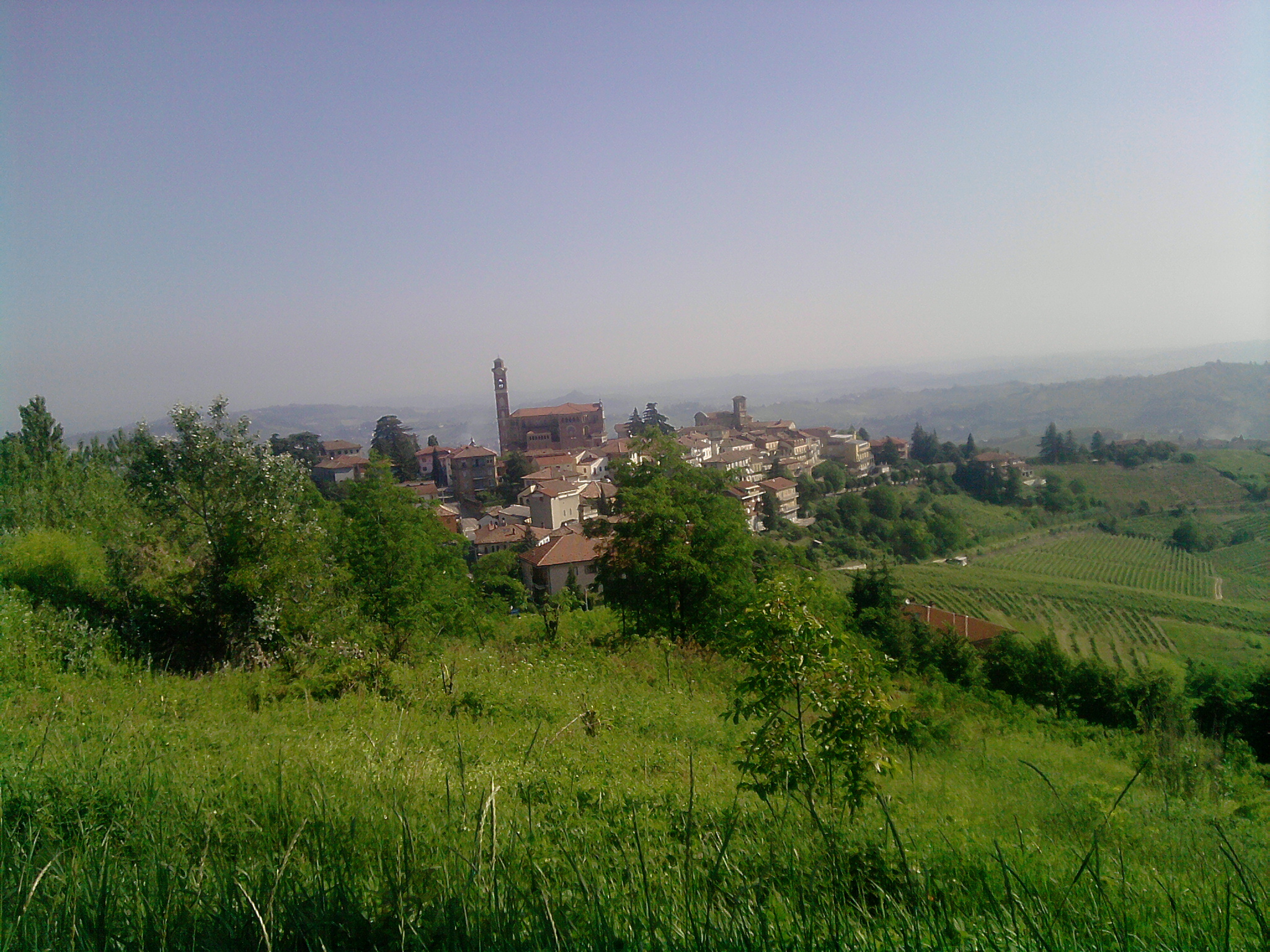
کاستیلیونه تینلا

کاستیلیونه تینلا (به ایتالیایی: Castiglione Tinella) یک کومونه در ایتالیا است که در استان کونیو واقع شده‌است.

## خصوصیات
کاستیلیونه تینلا ۱۱٫۶ کیلومترمربع مساحت و ۸۴۲ نفر جمعیت دارد و ۴۰۸ متر بالاتر از سطح دریا واقع شده‌است.